# Vermelles
Ne doit pas être confondu avec Vermelle.
Vermelles est une commune française située dans le Pas-de-Calais, en région Hauts-de-France.
La commune fait partie de la communauté d'agglomération de Béthune-Bruay, Artois-Lys Romane qui regroupe 100 communes et compte 275 327 habitants en 2021.
La commune, au cœur du Bassin Minier, était rattachée à la Compagnie des Mines de Béthune du milieu du XVIIIe siècle jusqu’au milieu du XIXe siècle.

## Géographie

### Localisation
Localisée dans l'est du département du Pas-de-Calais, Vermelles est une commune située, à vol d'oiseau, à 8 km au sud-est de la commune de Béthune (aire d'attraction) et à 9 km à l'ouest de la commune de Béthune (chef-lieu d'arrondissement).
Le territoire de la commune est limitrophe de ceux de huit communes.
Les communes limitrophes sont Cuinchy, Auchy-les-Mines, Cambrin, Haisnes, Loos-en-Gohelle, Mazingarbe, Noyelles-lès-Vermelles et Violaines.

### Géologie et relief
La superficie de la commune est de 10,39 km2 ; son altitude varie de 23  à   53 mètres.

### Hydrographie
Le territoire de la commune est situé dans le bassin Artois-Picardie.
La commune est séparée de sa ville voisine Noyelles-lès-Vermelles par une rivière nommée le Surgeon, un cours d'eau naturel non navigable de 14,42 km, qui prend sa source dans la commune de Bouvigny-Boyeffles et se jette dans le canal d'Aire à La Bassée, au niveau de la commune de Cuinchy.

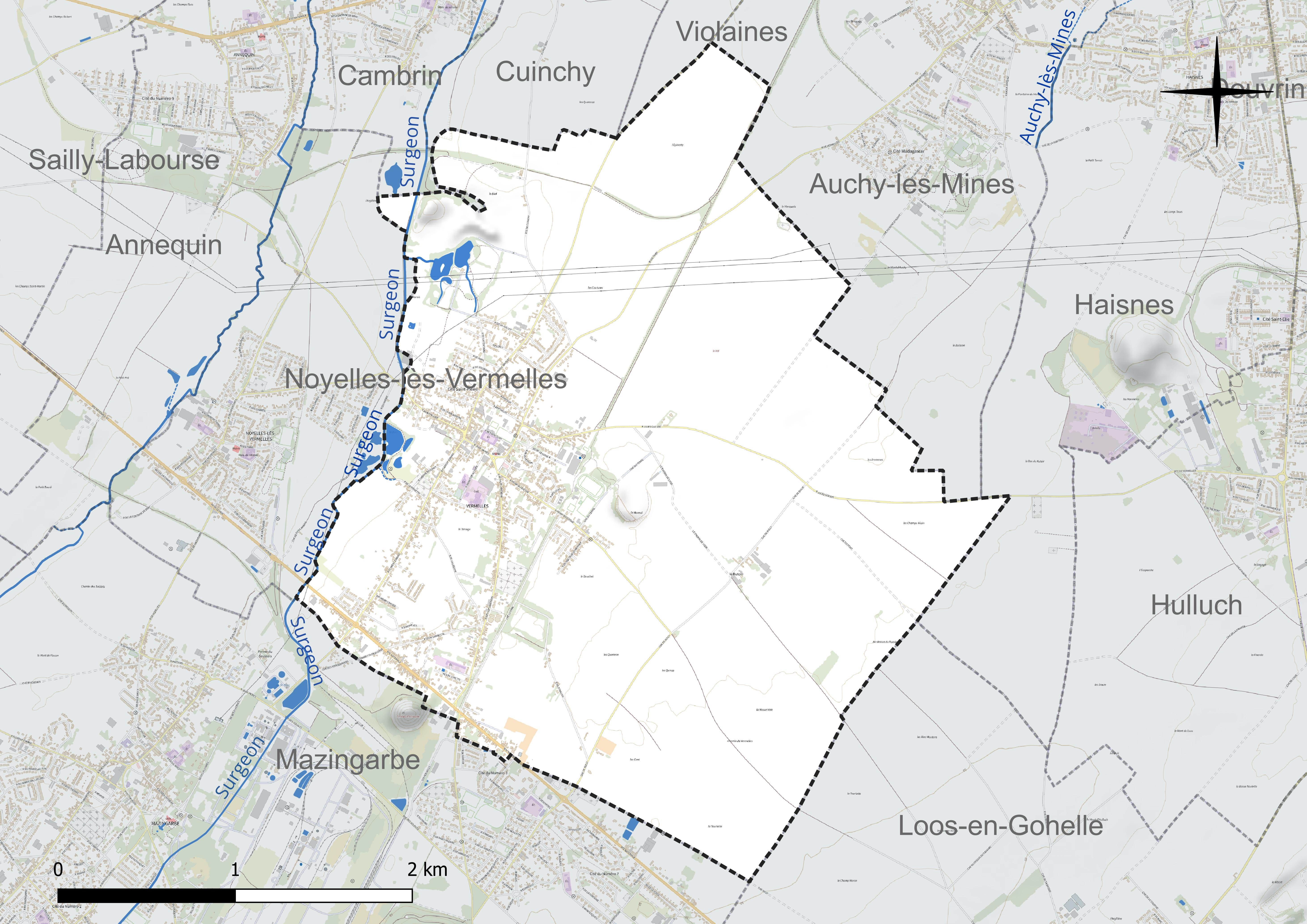
Réseau hydrographique de Vermelles.

### Climat
Pour des articles plus généraux, voir Climat des Hauts-de-France et Climat du Pas-de-Calais.
En 2010, le climat de la commune est de type climat océanique dégradé des plaines du Centre et du Nord, selon une étude du CNRS s'appuyant sur une série de données couvrant la période 1971-2000. En 2020, Météo-France publie une typologie des climats de la France métropolitaine dans laquelle la commune est exposée à un climat océanique et est dans la région climatique Nord-est du bassin Parisien, caractérisée par un ensoleillement médiocre, une pluviométrie moyenne régulièrement répartie au cours de l’année et un hiver froid (3 °C).
Pour la période 1971-2000, la température annuelle moyenne est de 10,6 °C, avec une amplitude thermique annuelle de 14,1 °C. Le cumul annuel moyen de précipitations est de 719 mm, avec 12,2 jours de précipitations en janvier et 8,8 jours en juillet. Pour la période 1991-2020, la température moyenne annuelle observée sur la station météorologique la plus proche, située sur la commune de Lillers à 20 km à vol d'oiseau, est de 11,1 °C et le cumul annuel moyen de précipitations est de 731,5 mm,. Pour l'avenir, les paramètres climatiques de la commune estimés pour 2050 selon différents scénarios d'émission de gaz à effet de serre sont consultables sur un site dédié publié par Météo-France en novembre 2022.

### Milieux naturels et biodiversité

#### Espaces protégés et gérés
La protection réglementaire est le mode d’intervention le plus fort pour préserver des espaces naturels remarquables et leur biodiversité associée.
Dans ce cadre, la commune fait partie deux espaces protégés : 
- l'argilière d Annequin, d'une superficie de 5,581 hectares. Terrain géré (location, convention de gestion) par le Conservatoire d'espaces naturels des Hauts-de-France[12] ;
- le terril de Mazingarbe d’une superficie de 11,645 hectares. Terrain acquis (ou assimilé) et géré par le Conservatoire d'espaces naturels des Hauts-de-France[13].

## Urbanisme

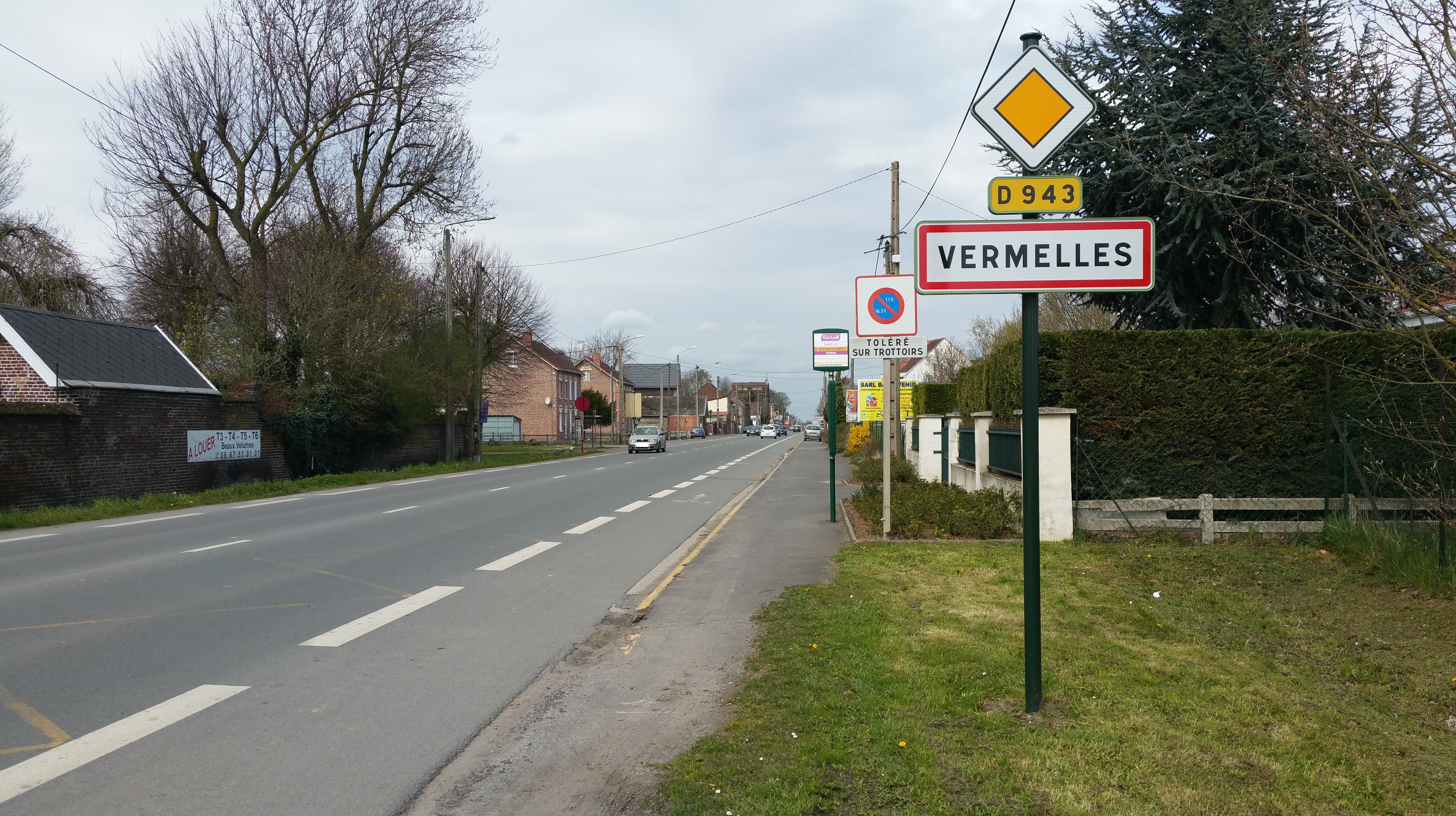
Panneau d'entrée de la commune.

### Typologie
Au 1er janvier 2024, Vermelles est catégorisée ceinture urbaine, selon la nouvelle grille communale de densité à sept niveaux définie par l'Insee en 2022.
Elle appartient à l'unité urbaine de Douai-Lens, une agglomération inter-départementale regroupant 67  communes, dont elle est une commune de la banlieue,,. Par ailleurs la commune fait partie de l'aire d'attraction de Lens - Liévin, dont elle est une commune de la couronne,. Cette aire, qui regroupe 50 communes, est catégorisée dans les aires de 200 000 à moins de 700 000 habitants,.

### Occupation des sols
L'occupation des sols de la commune, telle qu'elle ressort de la base de données européenne d’occupation biophysique des sols Corine Land Cover (CLC), est marquée par l'importance des territoires agricoles (81,2 % en 2018), une proportion identique à celle de 1990 (81,2 %). La répartition détaillée en 2018 est la suivante :
terres arables (77,7 %), zones urbanisées (16,2 %), prairies (3,5 %), mines, décharges et chantiers (2,2 %), milieux à végétation arbustive et/ou herbacée (0,3 %). L'évolution de l’occupation des sols de la commune et de ses infrastructures peut être observée sur les différentes représentations cartographiques du territoire : la carte de Cassini (XVIIIe siècle), la carte d'état-major (1820-1866) et les cartes ou photos aériennes de l'IGN pour la période actuelle (1950 à aujourd'hui).

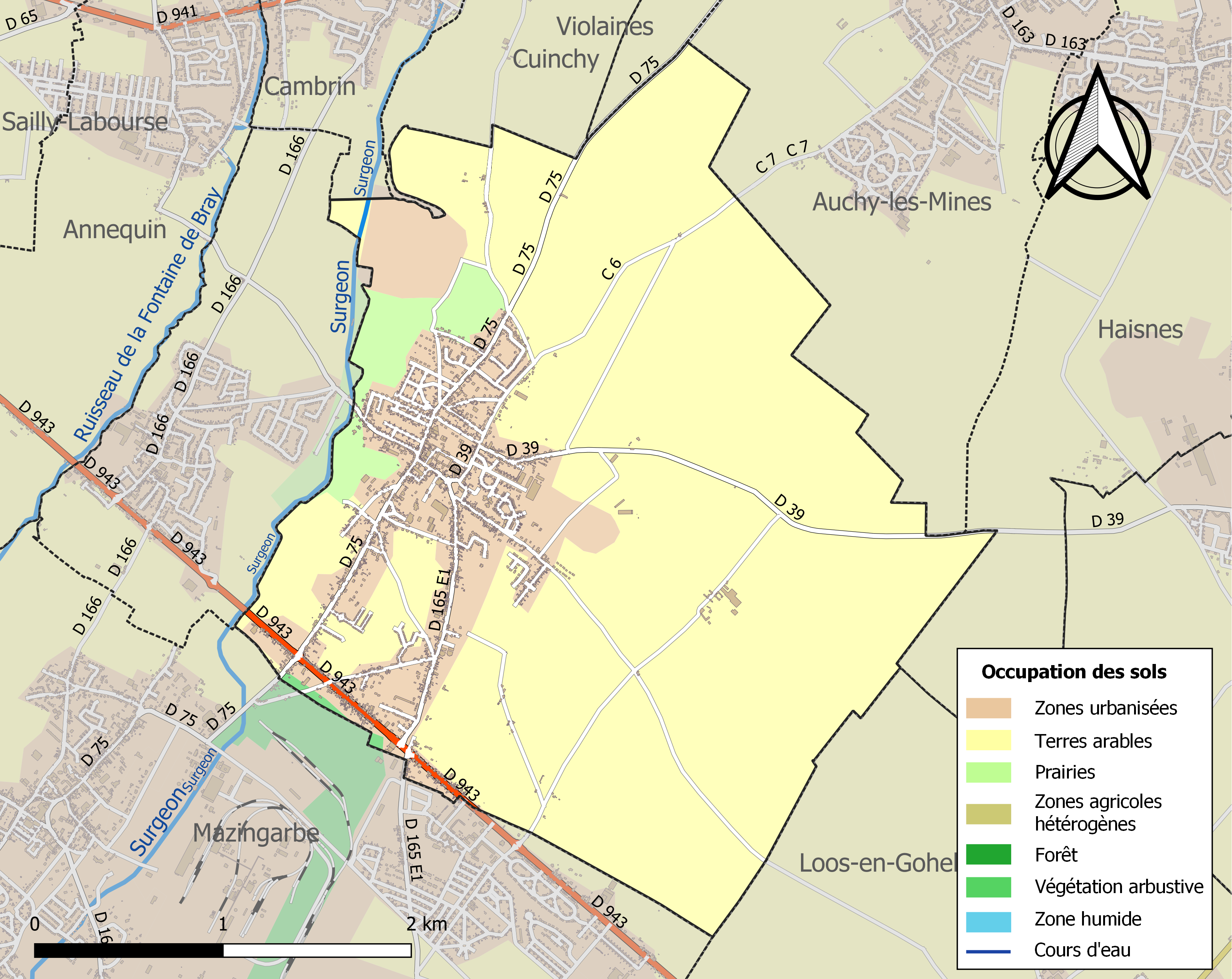
Carte des infrastructures et de l'occupation des sols de la commune en 2018 (CLC).

 Plusieurs époques sont accessibles sous forme de cartes ou photos aériennes : la carte de Cassini (XVIIIe siècle), la carte d'état-major (1820-1866) et la période actuelle (1950 à aujourd'hui).

### Voie de communication et transport en commun
La commune est traversée par la route départementale 943 reliant les communes de Lens et Béthune. Vermelles est à 7 kilomètres de l’autoroute A21 et à 8 kilomètres de l’autoroute A26.
La commune est desservie par le réseau d’autobus Tadao grâce à trois lignes. La ligne 22 vers Béthune-Lens, la ligne 58 vers La Bassée et la ligne 11 vers Lens.

## Toponymie
La ville s'appelait anciennement Vermeille sur les cartes de Cassini et les cartes d'État-Major, puis Vermelis et Vermelle sur certaines cartes datant des XVIIe et XVIIIe siècles avant de devenir définitivement Vermelles sur diverses cartes datant du XIXe siècle.
L'orthographe de la commune est très variable au fil des siècles puisqu’elle ne cesse de modifier son nom comme l’explique l’historien Auguste Menche de Loisne dans un ouvrage de 1907 consacré à la topographie des communes du Pas-de-Calais.

## Histoire
Vermelles est un village situé à la limite géographique des plaines de Flandre et des collines de l'Artois. Commune rurale, voit surtout son importance grandir au XIXe siècle avec l'exploitation des mines de charbon avec la Fosse n° 3 des mines de Béthune qui voit le jour en première en 1860.

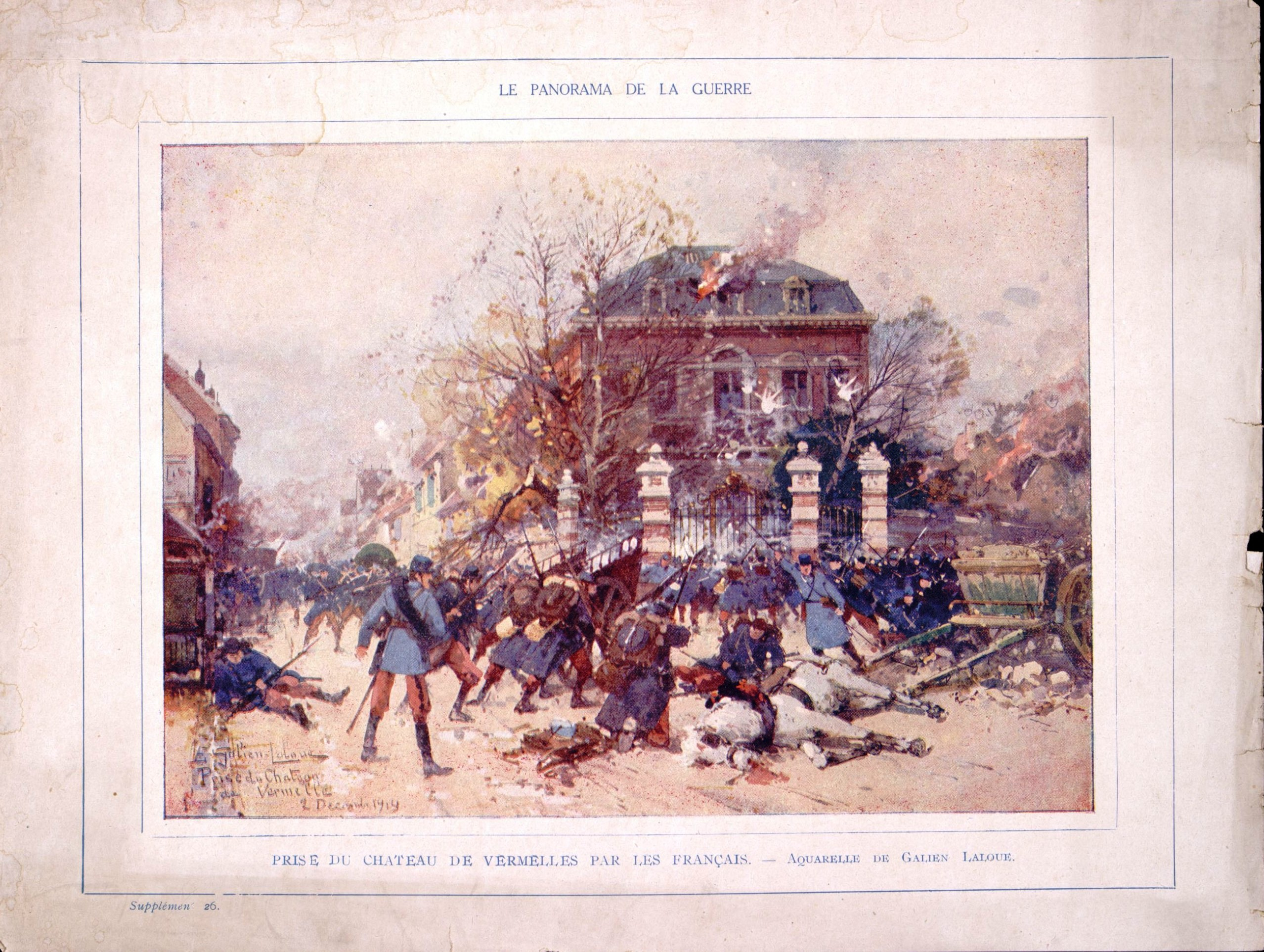
Prise du château de Vermelles par les français, aquarelle d'Eugène Galien-Laloue.

### Première Guerre mondiale
Lors de la Première Guerre mondiale, les tranchées s’installent au cœur du village. Vermelles subit la présence du front de guerre à l’ouest du village et se voit détruite au fil de la bataille du 14 octobre 1914 au 7 décembre 1914. Cette bataille menée par la 58e Division d’Infanterie ne laisse aucune chance au village, celui-ci n’est plus qu’un amas de débris. Dans l’année suivant cette bataille, un ouvrage intitulé Vermelles, sur le front de Maurice Beslay paraît en 1915 et détaille la vie dans les tranchées situées dans la commune et l’état du village en seulement quelques semaines de guerre. Aujourd’hui, la commune comprend plusieurs cimetières militaires britanniques du Commonwealth afin de rendre hommage aux soldats britanniques ayant combattu et perdus la vie dans les tranchées vermelloises,.

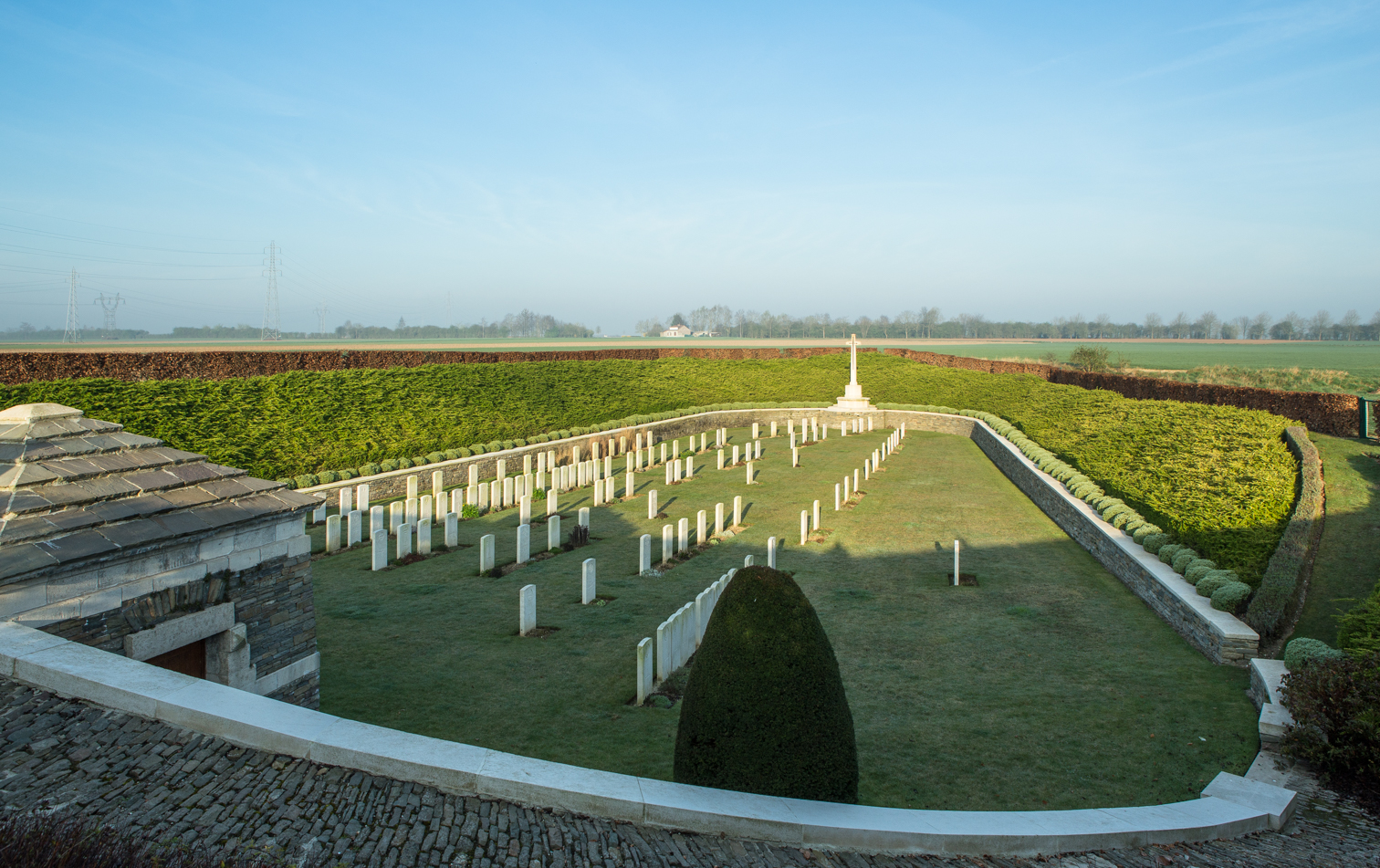
Le Quarry Cemetery est un des trois cimetières britanniques situés sur la commune de Vermelles.

Après la Première Guerre mondiale, des monuments sont reconstruits. L’église, l’hôtel de ville et de nombreux logements refont surface. Par ailleurs, une rue portant le nom de “Rue de Montpellier” menant au village voisin de Noyelles-lès-Vermelles fut baptisée ainsi car la ville héraultaise de Montpellier à financièrement aidée à se reconstruire après la guerre. En échange, la ville de Montpellier possède une rue au nom de la commune artésienne.
La commune est décorée de la croix de guerre 1914-1918 par décret du 25 septembre 1920, distinction également attribuée à 276 autres communes du Pas-de-Calais.

### Seconde Guerre mondiale
En 1940, la commune subit de nouveau la guerre et ne sera libérée de l’occupation allemande qu'à la date du 1er septembre 1944.

### Exploitation charbonnière

#### Fosse 3

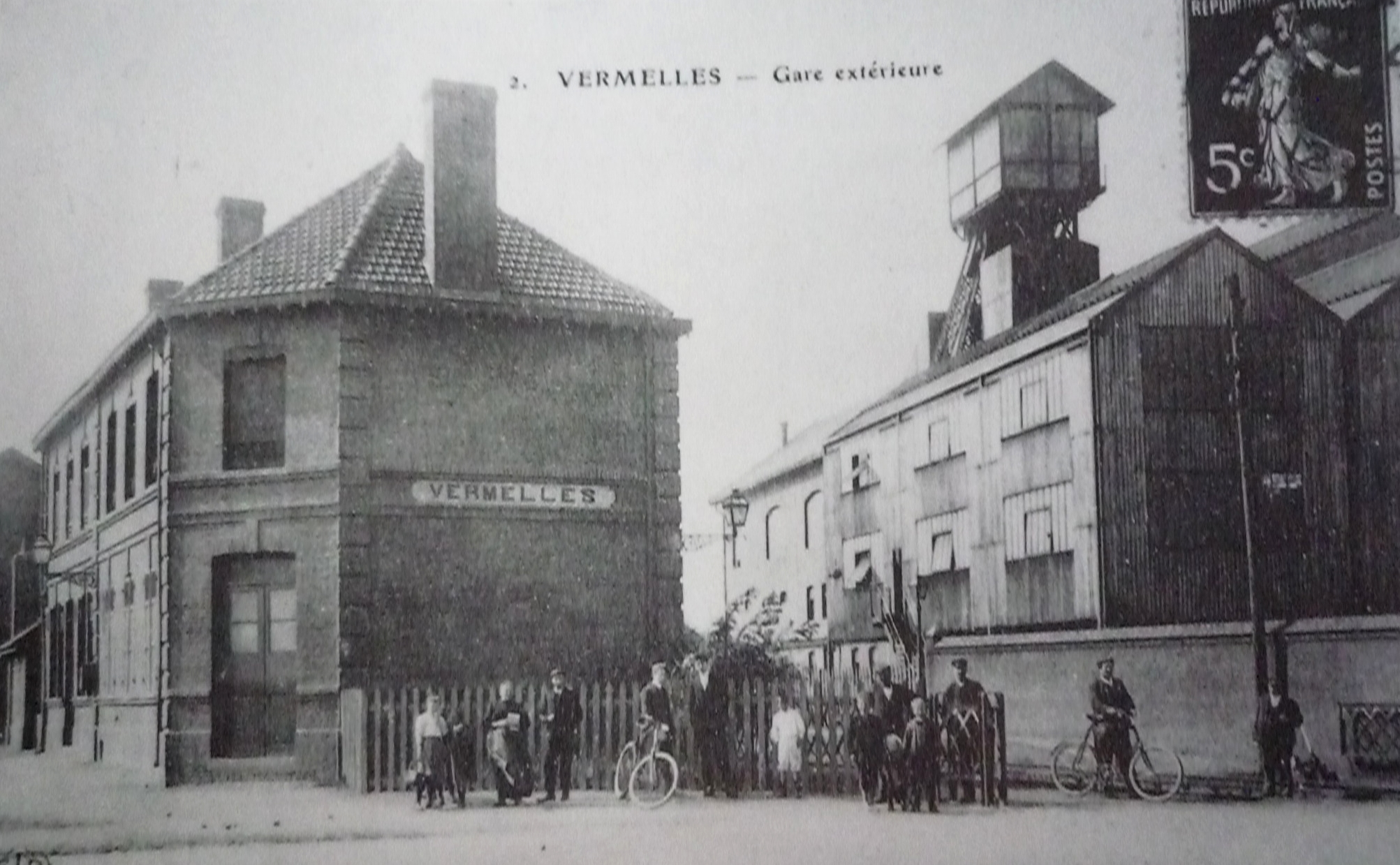
Vermelles - Fosse no 3 des mines de Béthune (A).

Mise en service en 1860, la Fosse 3 fonctionnera jusqu'en 1963. Cette fosse était attachée à la Compagnie des mines de Béthune.
Son puits était d'une profondeur d'environ 500 mètres. Ce puits fut ravalé jusqu'à 633 mètres de profondeur mais ceci ne fut cependant pas suffisant pour augmenter la production de ce gisement de moyenne profondeur, restant très modeste au goût de la compagnie.
Après la nationalisation de la Compagnie des mines de Béthune, un sondage révèle la présence de ressources plus en profondeurs mais le matériel sur place est jugé trop vétuste et limité pour chercher ces ressources enfouies profondément.
Ainsi, en 1962, la décision fut prise de fermer le siège d'exploitation de la fosse n°3 de Vermelles. Au cours de l'année 1963, la plupart du personnel fut muté à la fosse no 9 - 9 bis des mines de Dourges.
Toute exploitation cessa de façon définitive le 31 octobre 1963 après avoir produit 12 408 000 tonnes de charbon. Le puits fut comblé en avril 1977 et le chevalement fut démantelé en juillet 1978.
Actuellement, il ne reste que la présence du bâtiment abritant autrefois les douches de la fosse et le terrils no 49, 3 de Béthune.

#### Fosse 4

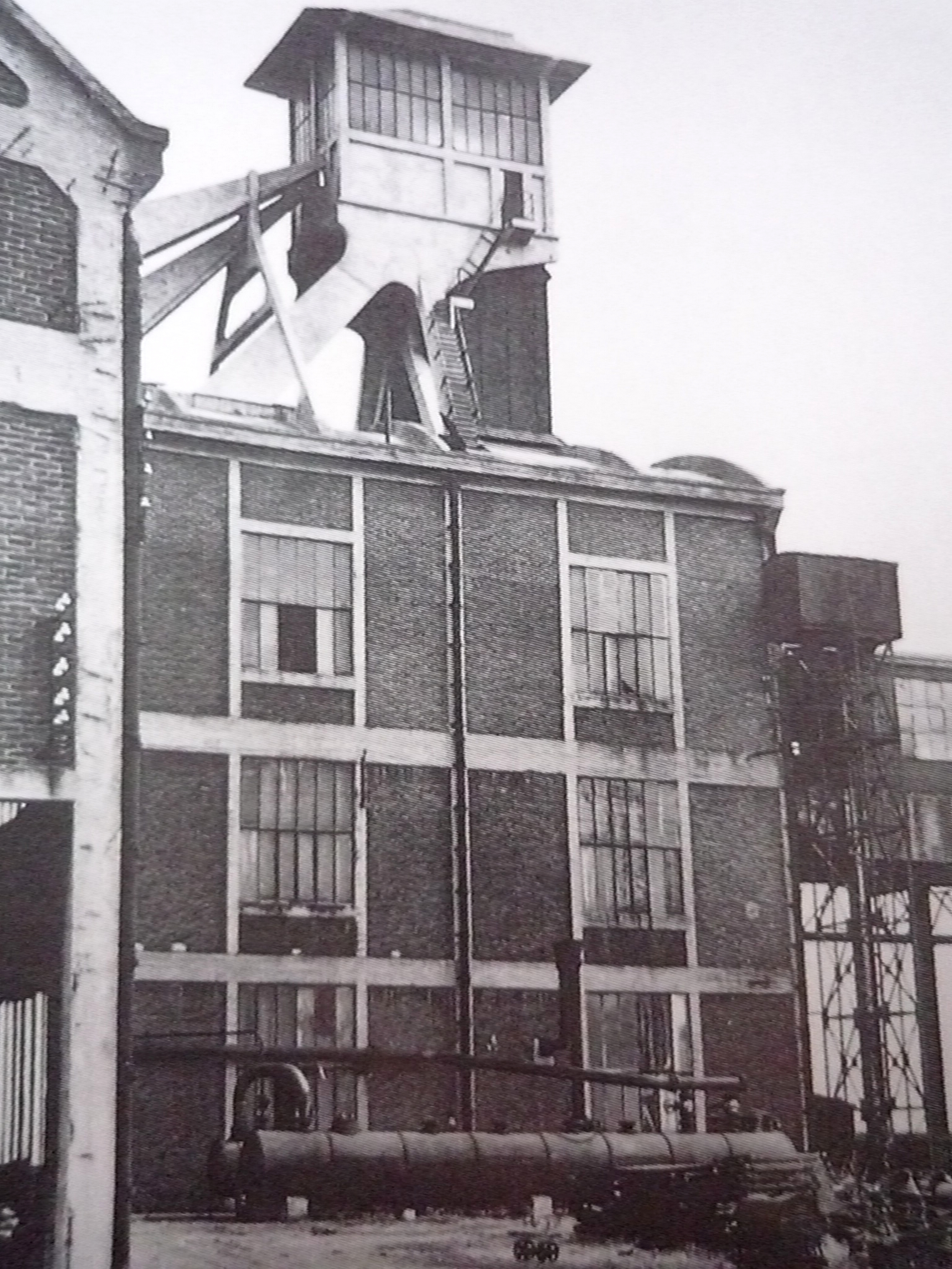
Vermelles - Fosse no 4 des mines de Béthune (A).

C'est le 1er octobre 1865 qu'est entrepris le fonçage du 4e puits à Vermelles.
Mis en service en 1867, la Fosse 4 fonctionnera jusqu'en 1964. Cette fosse était attachée à la Compagnie des mines de Béthune. Le puits atteint une profondeur de 386 mètres. La fosse est exploitée jusqu'en 1876, date d'abandon du site à la suite de la constatation d'une forte concentration de grisou. L'exploitation du site ne reprendra qu'en 1911 avant de fermer définitivement en 1965.
Après sa fermeture, le bâtiment d'extraction et le chevalement sont abattus. Il en sera de même par la suite pour la lampisterie, les ateliers-magasin, puis les bureaux, en 2007.
Le site est reconverti pour la transformation et l'équipement de véhicules jusqu'en 2008. De nouveaux hangars sont construits autour des bâtiments miniers restants. Une autre partie du carreau est transformée par la construction de logements et d'un terrain de football.
Le terril no 48A, 4 de Béthune Ouest fut en grande partie exploité entre les années 1970 et 1990 et il n'en reste que sa base, aménagée en parc.

## Politique et administration

### Découpage territorial
La commune se trouve dans l'arrondissement de Béthune du département du Pas-de-Calais.

#### Commune et intercommunalités
La commune était membre de la communauté d'agglomération de l'Artois (Artois Comm) avant que celle-ci ne disparaisse le 31 décembre 2016 en laissant place à la communauté d'agglomération de Béthune-Bruay, Artois-Lys Romane à partir du 1er janvier 2017.

#### Circonscriptions administratives
Vermelles faisait historiquement partie du canton de Cambrin sauf que le dans le cadre du redécoupage cantonal de 2014 en France, la commune fait désormais partie du canton de Douvrin.

#### Circonscriptions électorales
Concernant l'élection des députés, la commune est rattachée à la douzième circonscription du Pas-de-Calais.

### Élections municipales et communautaires
Lors des élections municipales de 2014, les résultats furent annulées en juin 2014 par le tribunal administratif de Lille, compte tenu d'irrégularités du décompte des voix et d'un écart très faible de seulement 4 voix entre les deux premières listes. De nouvelles élections municipales se sont tenues le 14 septembre 2014, aux termes desquelles Alain de Carrion fut réélu maire de la commune,.

#### Liste des maires
| Période                                  | Période                     | Identité                  | Étiquette             | Qualité |
| ---------------------------------------- | --------------------------- | ------------------------- | --------------------- | --- |
| Les données manquantes sont à compléter. |                             |                           |                       | |
|                                          | 1899                        | Charles Bréhon            |                       | Agriculteur en retraite |
| 1899                                     | 1911                        | Adolphe Neveu             |                       | Cultivateur |
| 1911                                     | 1919                        | Louis Fruchart            |                       | |
| 1919                                     | 1941                        | Émile Beaumont            | SFIO                  | |
| 1941                                     | 1944                        | Joseph Fouquenelle        |                       | Agriculteur (hameau du Rutoire) |
| 1944                                     | 1946                        | Émile Beaumont            | SFIO                  | |
| 1946                                     | 1961                        | Charles Dupont            | SFIO                  | Peintre en bâtiment retraité |
| 1961                                     | mars 1971                   | Jules Boulongne           | SFIO                  | Mineur retraité |
| mars 1971                                | juillet 1978                | Henri Lucas               | PCF                   | Chaudronnier aux Houillères Député du Pas-de-Calais (11e circ.) (1973 → 1978) Conseiller général de Cambrin (1973 → 1978) Décédé en fonction          |
| 1978                                     | juin 1980                   | Joseph Cadart (1923-1980) | PCF                   | Retraité des Mines Décédé en fonction |
| 1980                                     | avril 2014                  | Jean-Marc Déalet          | PCF                   | Ouvrier, maire honoraire Conseiller général de Cambrin (1992 → 2004)                                                                                  |
| avril 2014                               | En cours (au 11 avril 2022) | Alain de Carrion,         | DVG puis MRC puis MDC | Artisan Conseiller départemental de Douvrin (depuis 2021) Vice-président de la CA de Béthune-Bruay, Artois-Lys Romane Réélu pour le mandat 2020-2026, |

### Jumelages
La commune est jumelée avec :
| Ville | Ville    | Pays | Pays      | Période     |
| ----- | -------- | ---- | --------- | ----------- |
|       | Glauchau |      | Allemagne | depuis 1989 |

## Population et société

### Démographie

#### Évolution démographique
L'évolution du nombre d'habitants est connue à travers les recensements de la population effectués dans la commune depuis 1793. Pour les communes de moins de 10 000 habitants, une enquête de recensement portant sur toute la population est réalisée tous les cinq ans, les populations de référence des années intermédiaires étant quant à elles estimées par interpolation ou extrapolation. Pour la commune, le premier recensement exhaustif entrant dans le cadre du nouveau dispositif a été réalisé en 2006.

En 2022, la commune comptait 4 729 habitants, en évolution de +0,23 % par rapport à 2016 (Pas-de-Calais : −0,72 %, France hors Mayotte : +2,11 %).
| 1793 | 1800 | 1806 | 1821 | 1831 | 1836 | 1841 | 1846 | 1851 |
| ---- | ---- | ---- | ---- | ---- | ---- | ---- | ---- | ---- |
| 680  | 717  | 760  | 777  | 821  | 792  | 834  | 832  | 836  |

| 1856 | 1861  | 1866  | 1872  | 1876  | 1881  | 1886  | 1891  | 1896  |
| ---- | ----- | ----- | ----- | ----- | ----- | ----- | ----- | ----- |
| 869  | 1 148 | 1 623 | 2 105 | 2 306 | 2 325 | 2 485 | 2 809 | 3 007 |

| 1901  | 1906  | 1911  | 1921  | 1926  | 1931  | 1936  | 1946  | 1954  |
| ----- | ----- | ----- | ----- | ----- | ----- | ----- | ----- | ----- |
| 3 355 | 3 664 | 3 704 | 2 003 | 3 293 | 3 389 | 3 412 | 3 734 | 4 600 |

| 1962  | 1968  | 1975  | 1982  | 1990  | 1999  | 2006  | 2011  | 2016  |
| ----- | ----- | ----- | ----- | ----- | ----- | ----- | ----- | ----- |
| 4 828 | 4 518 | 4 299 | 4 339 | 4 584 | 4 487 | 4 454 | 4 526 | 4 718 |

| 2021  | 2022  | - | - | - | - | - | - | - |
| ----- | ----- | - | - | - | - | - | - | - |
| 4 748 | 4 729 | - | - | - | - | - | - | - |

#### Pyramide des âges
La population de la commune est relativement jeune.
En 2018, le taux de personnes d'un âge inférieur à 30 ans s'élève à 39,1 %, soit au-dessus de la moyenne départementale (36,7 %). À l'inverse, le taux de personnes d'âge supérieur à 60 ans est de 22,2 % la même année, alors qu'il est de 24,9 % au niveau départemental.
En 2018, la commune comptait 2 318 hommes pour 2 423 femmes, soit un taux de 51,11 % de femmes, légèrement inférieur au taux départemental (51,50 %).
Les pyramides des âges de la commune et du département s'établissent comme suit.
| Hommes | Classe d’âge | Femmes |
| ------ | ------------ | ------ |
| 0,3    | 90 ou +      | 1,3    |
| 5,0    | 75-89 ans    | 8,9    |
| 13,1   | 60-74 ans    | 15,6   |
| 18,9   | 45-59 ans    | 18,5   |
| 20,2   | 30-44 ans    | 19,8   |
| 18,2   | 15-29 ans    | 16,6   |
| 24,2   | 0-14 ans     | 19,3   |

| Hommes | Classe d’âge | Femmes |
| ------ | ------------ | ------ |
| 0,5    | 90 ou +      | 1,6    |
| 5,6    | 75-89 ans    | 8,9    |
| 16,7   | 60-74 ans    | 18,1   |
| 20,2   | 45-59 ans    | 19,2   |
| 18,9   | 30-44 ans    | 18,1   |
| 18,2   | 15-29 ans    | 16,2   |
| 19,9   | 0-14 ans     | 17,9   |

### Manifestations culturelles et festivités annuelles
Ensemble d'événements annuelles récurrents sur la commune :
- Mars : Vermelles Rétro (exposition de voitures de collections sur la Place de la République).
- De mai à juin : Vermelles Plage (ensemble de jeux aquatiques).
- 14 juillet : Concert d'artistes à l'occasion de la fête nationale.
- 4 septembre : Feu d'artifice pour célébrer la libération de la commune en 1944.
- Décembre : Téléthon (1er week-end de décembre).

## Culture locale et patrimoine

### Lieux et monuments
- L'église Saint-Pierre.
- Le monument aux morts.
- La salle Nelson Mandela.
- Le site du Grand Marais.
- Trois cimetières militaires britanniques[54].

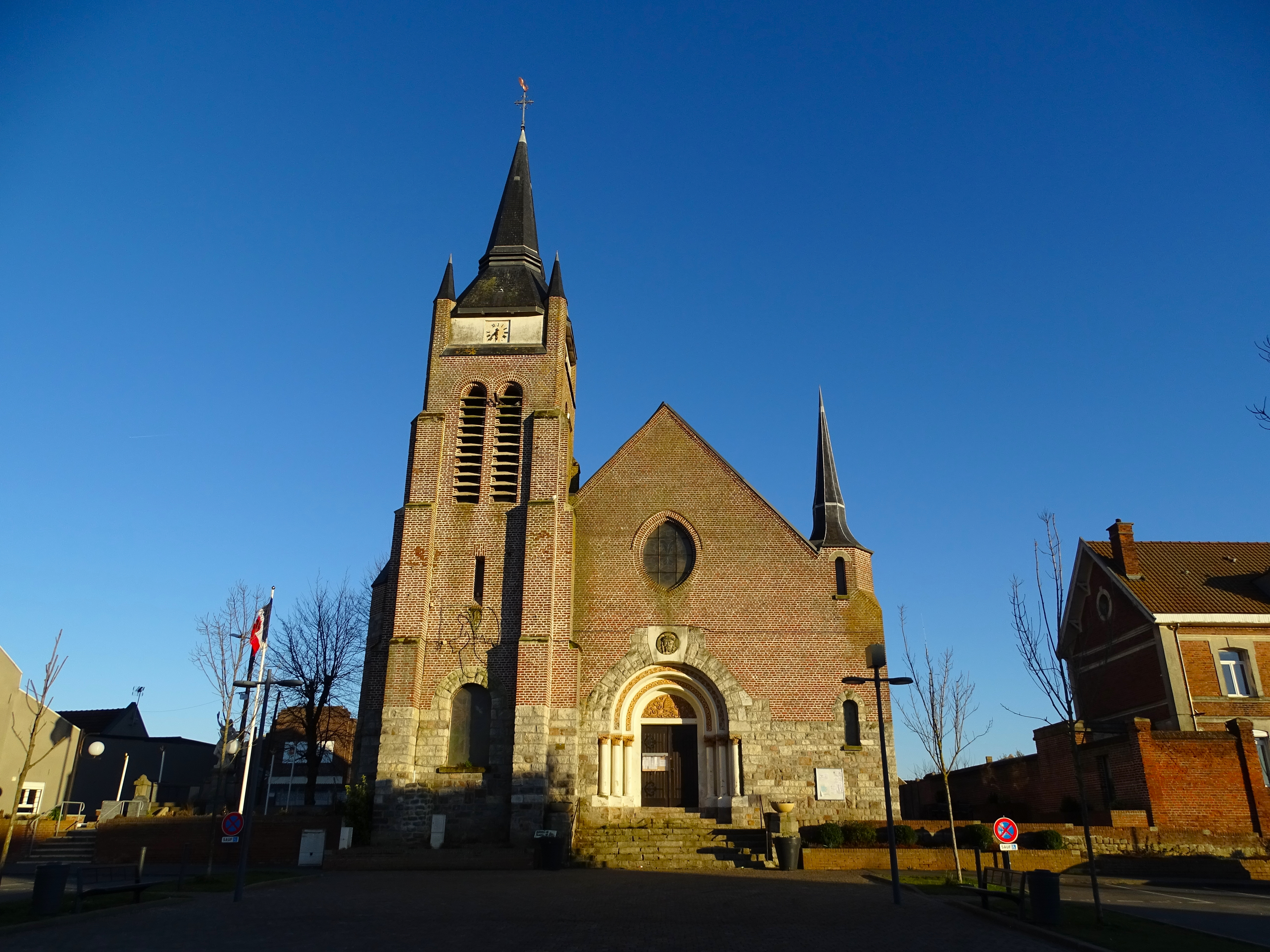
Église Saint-Pierre.
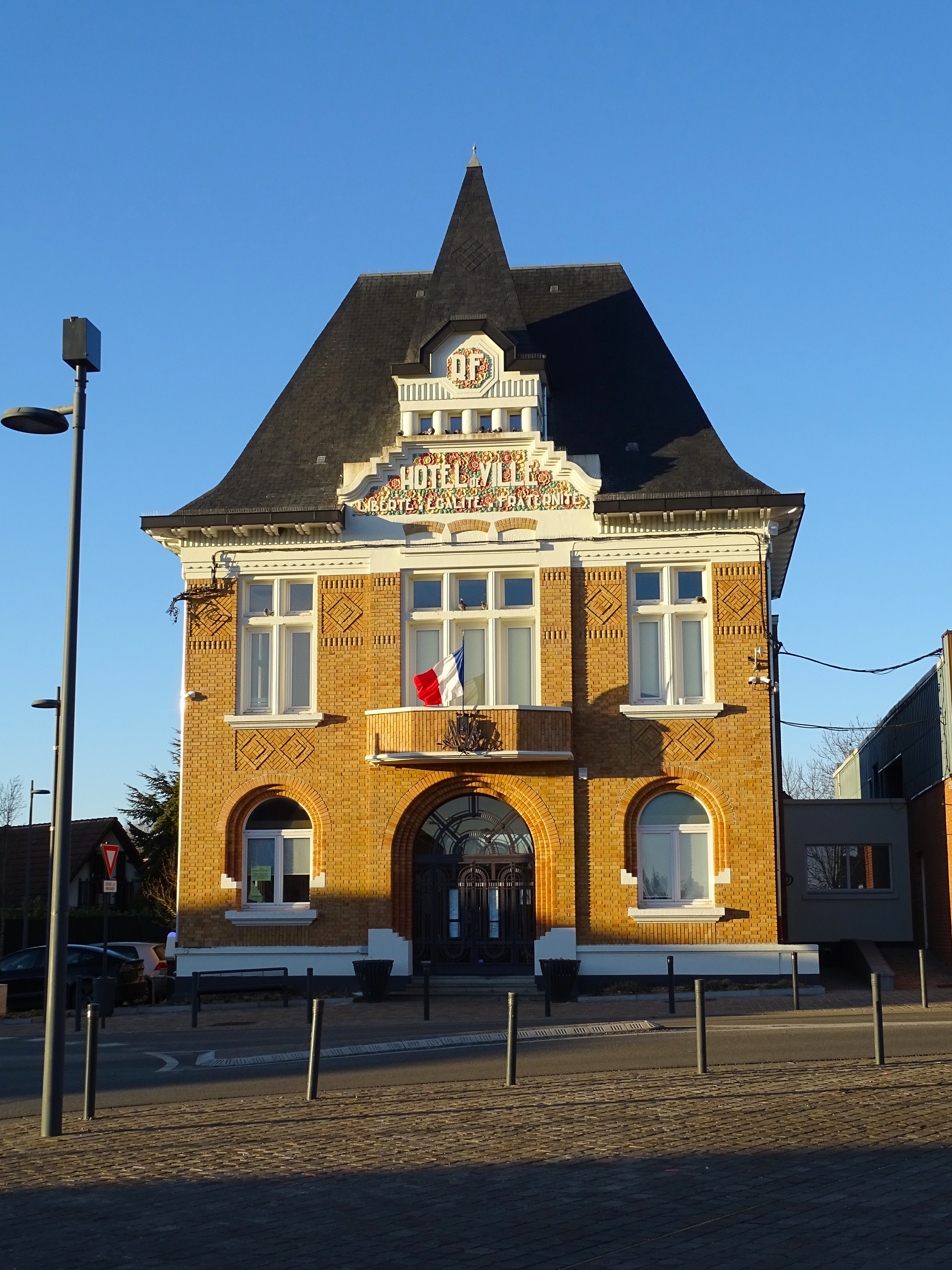
Hôtel de ville.
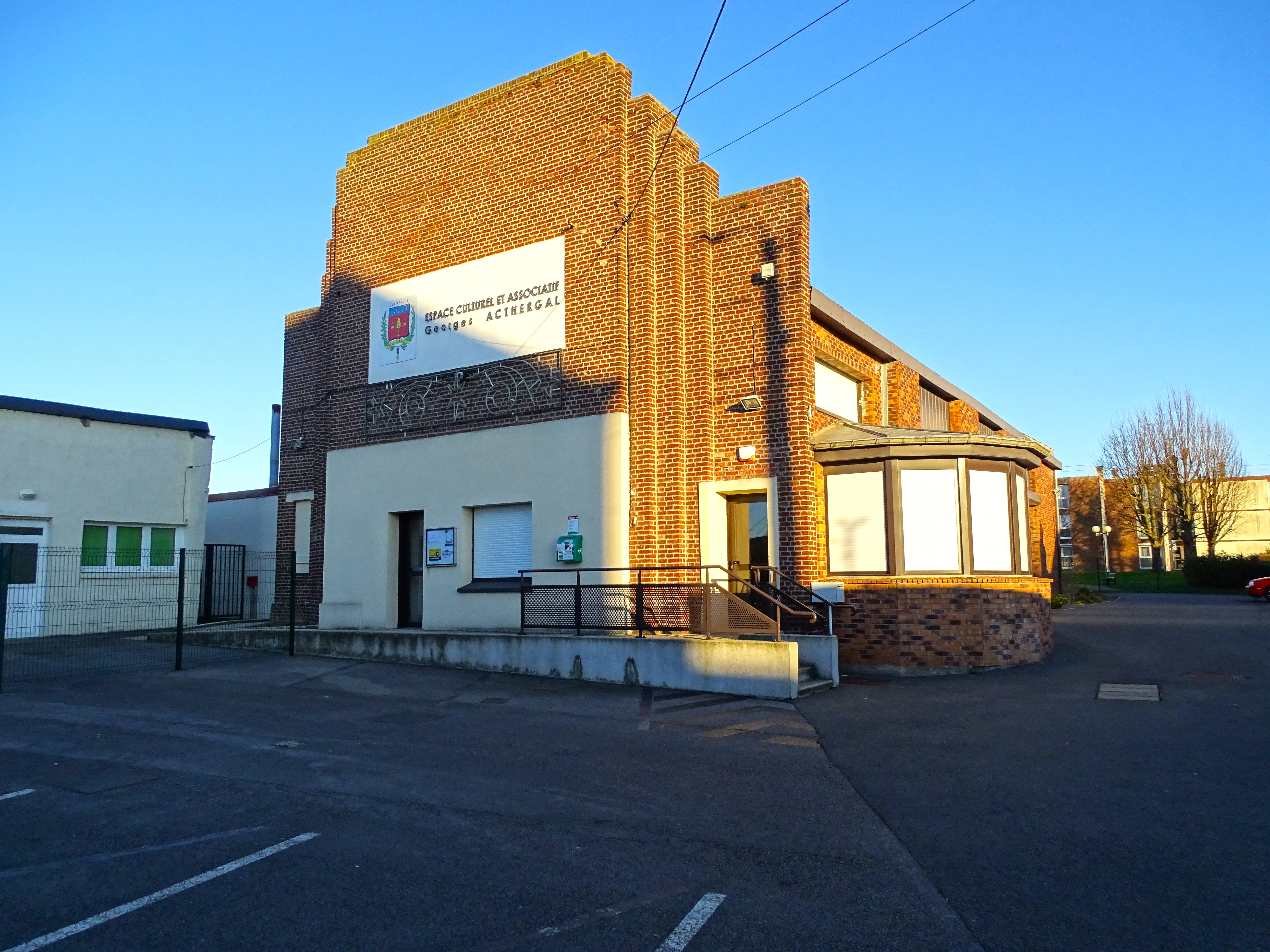
Espace culturel et associatif Georges Achtergal.
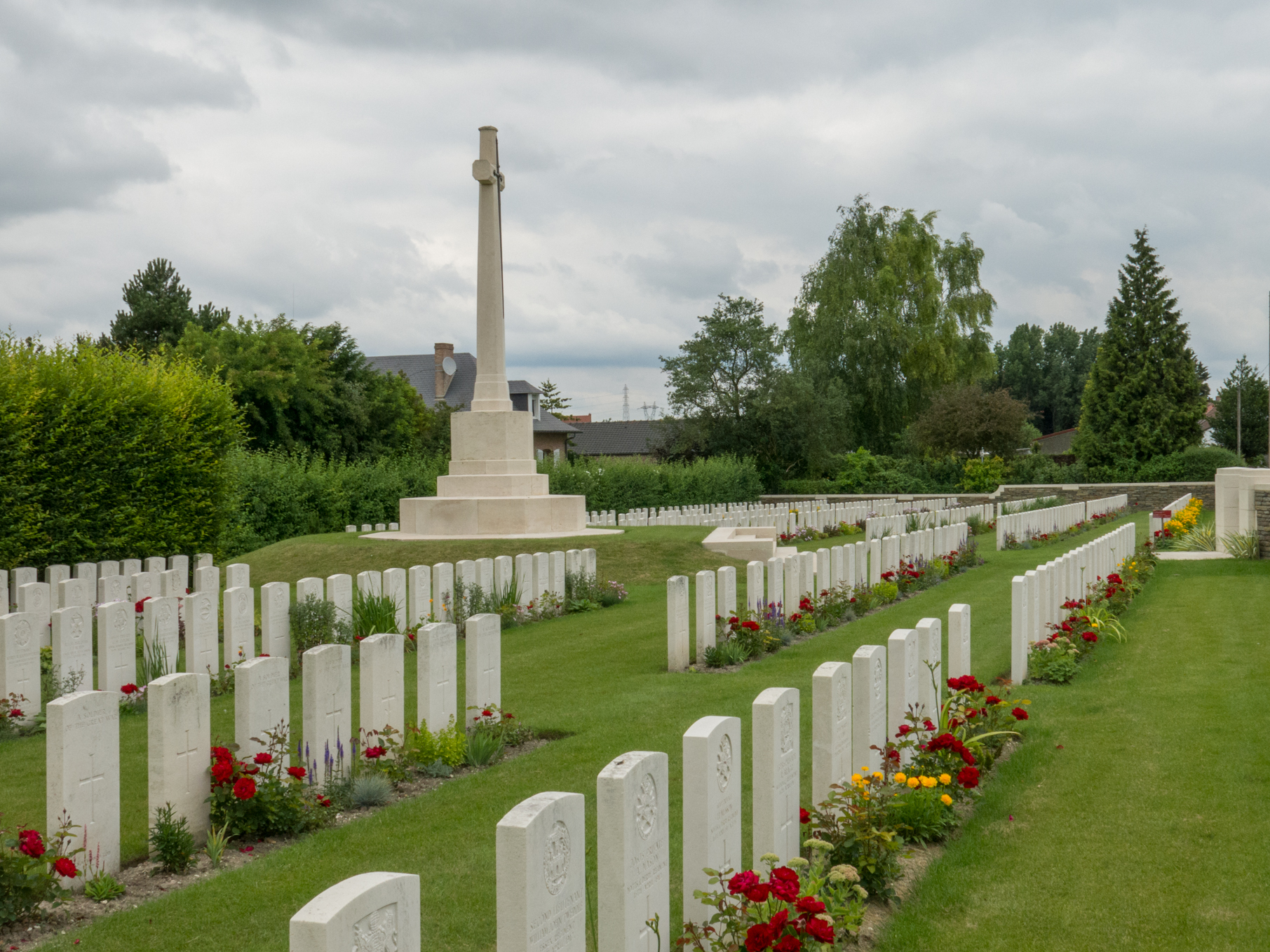
British Cemetery situé sur la rue Florent Evrard.

### Personnalités liées à la commune
- Henri Lucas (1926-1978) Né à Vermelles le 31 août 1926. Maire de Vermelles de 1971 à 1978 et député de la onzième circonscription du Pas-de-Calais de 1973 à 1978.

### Héraldique
| Armes de Vermelles | Les armes de Vermelles se blasonnent ainsi : de gueules à la ruche d’or accompagnée de trois abeilles du même, au chef cousu d’azur semé de lys d’or chargé d’un lambel du même brochant sur le tout. |

## Pour approfondir

#### Bases de données, dictionnaires et encyclopédies
- Ressources relatives à la géographie :   - Insee (communes)
  - Ldh/EHESS/Cassini
- Ressource relative à plusieurs domaines :   - Annuaire du service public français
- Notices d'autorité :   - VIAF
  - BnF (données)
  - IdRef